# Stenodactylus yemenensis
Stenodactylus yemenensis là một loài thằn lằn trong họ Gekkonidae. Loài này được Arnold mô tả khoa học đầu tiên năm 1980.